# ザイデンスピッツ
ザイデンスピッツ（英：Seidenspitz）とは、ドイツ原産の愛玩用犬種である。別名はシルキーヘアード・スピッツ（英：Silky-haired Spitz）。

## 歴史
詳細はあまり明らかではないが、中世の時代に作られた貴族用の愛玩犬種である。優雅な小型犬を作り出すため、ポメラニアン、マルチーズ、パピヨンなどを交配させて誕生した。
人気の高い犬種であった時代はそれほど長くなかったが、熱心な愛好家に支えられることでブームが去った後も生き残ることが出来た。しかし、第一次世界大戦の戦禍を受けて頭数が激減してしまい、その後生き残ることが出来ず絶滅してしまった（現在も僅かに生き残っているという説があるが、未確認）。
現在はもし生き残っていたとしても血を引く数頭の末裔だけであるといわれているが、これの姿を再現する試みがドイツで行われていて、再構成計画が立てられている。

## 特徴
大きな瞳と鼻は黒々としていて、流れるような長いコートが印象的な犬種である。コートは別名の通り絹のようにしなやかで光沢があり、毛色はピュア・ホワイト（純白）に限られている。耳は大きな立ち耳で、尾は背中に背負った巻き尾である。耳と尾にも飾り毛がある。体は華奢で脚が細く長いスパニエルタイプの犬で、サイズはおよそ小型犬並み。性格は大人しいが、プライドの高いパピヨンの性格を引き継いでいたといわれている。運動量は少ない。

## 参考
- 『デズモンド・モリスの犬種事典』デズモンド・モリス著書、福山英也、大木卓訳 誠文堂新光社、2007年
- 外部リンク